# Manifest d'Oberhausen
El Manifest d'Oberhausen va ser una declaració d'un grup de 26 joves cineastes alemanys al Festival Internacional de Curtmetratges d'Oberhausen, a Renània del Nord-Westfàlia el 28 de febrer de 1962. El manifest era una crida a les armes per establir un "nou llargmetratge alemany". Va ser iniciat per Haro Senft i entre els signants hi havia els directors Alexander Kluge i Edgar Reitz. El manifest s'associava amb el lema "Papas Kino ist tot" (El cinema de Papà ha mort), encara que aquesta frase no apareix al mateix manifest.
Els signataris del manifest de 1962 es van conèixer com el Grup Oberhausen i es consideren importants precursors del Nou Cinema Alemany que va començar a la dècada següent. Llurs noms eren: 
- Bodo Blüthner
- Boris von Borresholm
- Christian Doermer
- Bernhard Dörries
- Heinz Furchner
- Rob Houwer
- Ferdinand Khittl
- Alexander Kluge
- Pitt Koch
- Walter Krüttner
- Dieter Lemmel
- Hans Loeper
- Ronald Martini
- Hansjürgen Pohland
- Raimund Ruehl
- Edgar Reitz
- Peter Schamoni
- Detten Schleiermacher
- Fritz Schwennicke
- Haro Senft
- Franz-Josef Spieker
- Hans Rolf Strobel
- Heinz Tichawsky
- Wolfgang Urchs
- Herbert Vesely
- Wolf Wirth

El grup Oberhausen va rebre el Deutscher Filmpreis l'any 1982.
El 1965 es va publicar un segon "manifest d'Oberhausen", en part com a reacció a les percepcions de conservadorisme continuat a la indústria cinematogràfica alemanya. Dirigit pel director radical francès Jean-Marie Straub, aquesta declaració va ser també signat per Rodolf Thome, Dirk Alvermann, Klaus Lemke, Peter Nestler, Reinald Schnell, Dieter Süverkrüp, Kurt Ulrich i Max Zihlmann.

## Documental
- Die Rebellen von Oberhausen. Dokumental, Alemanya, 2012, 52 Min., Director: Hansjürgen Pohland, Productor: Pohland KG, WDR, Primera emissió: 25 d'abril 2012 a arte, Filminformationen von arte, Besprechung.[3]